# 岩崎站
岩崎站（日语：／ Iwasaki eki */?）位於福岡縣中間市彌生町，為日本國有鐵道（國鐵）香月線的鐵路車站（廢站）。

## 歷史
- 1912年（明治45年）1月7日：在香月線新手站至香月站之間開設此貨運車站[3]。
- 1919年（大正8年）12月11日：與楠橋站合併[4]。同時開設客運和行李起卸業務，成為一般車站[注 1]。
- 1934年（昭和9年）5月15日：隨著從事煤炭的從業員增加，此站的乘客可來往筑前植木站、直方站和若松站至折尾站之間各站[5]。
- 1937年（昭和12年）7月25日：制度再次放寬，此站的乘客可來往若松站至直方站之間各站，以及香月線內各站[6]。
- 1941年（昭和16年）4月29日：開始一般營業（解除乘客來往指定車站限制）[7]。
- 1962年（昭和37年）5月25日：結束貨運業務[1]。
- 1974年（昭和49年）3月5日：結束行李起卸業務[8]。同日成為無人車站[2]。
- 1985年（昭和60年）4月1日：香月線全線廢除，此站也被廢除[1]。

## 車站構造
此站是地面車站和無人車站，曾經設有2面2線的相對式月台，在廢站前只剩下1面1線的單式月台。

## 車站周邊
- 筑豐電氣鐵道筑豐中間站
- 九州電機學園高等學校（現時：希望丘高等學校（日语：希望が丘高等学校））

## 相鄰車站
日本國有鐵道（國鐵）
香月線
新手－岩崎－香月
- 在1912年11月至1919年12月之間，此站至新手之間曾設有楠橋站[1]。

## 注腳

## 相關項目
- 日本鐵路車站列表 I